# Élections législatives de 1946 en Maine-et-Loire
Les élections législatives françaises de 1946 se tiennent le 10 novembre. Ce sont les premières élections législatives de la Quatrième république, après l'adoption lors du référendum du 13 octobre d'une nouvelle constitution.

## Mode de scrutin
L'Assemblée nationale est composée de 618 sièges pourvus au scrutin proportionnel plurinominal suivant la règle de la plus forte moyenne dans le cadre départemental, sans panachage. 
Le vote préférentiel est admis, en inscrivant un numéro d'ordre en face du nom d'un, de plusieurs ou de tous les candidats de la liste. Mais l'ordre ne pourra être modifié que si au moins la moitié des suffrages portés sur la liste est numéroté. Dans les faits les modifications ne dépasseront jamais les 7%.
Dans le département de Maine-et-Loire, six députés sont à élire.

## Élus
| Député sortant      | Parti | Parti | Député élu ou réélu           | Parti | Parti |
| ------------------- | ----- | ----- | ----------------------------- | ----- | ----- |
| Georges Morand      |       | PCF   | Georges Morand                |       | PCF   |
| Auguste Allonneau   |       | SFIO  | Auguste Allonneau             |       | SFIO  |
| Charles Barangé     |       | MRP   | Charles Barangé               |       | MRP   |
| Joseph Le Sciellour |       | MRP   | Joseph Le Sciellour           |       | MRP   |
| Louis Asseray       |       | MRP   | Louis Asseray                 |       | MRP   |
| Emmanuel Clairefond |       | MRP   | Jean de Geoffre de Chabrignac |       | PRL   |

## Résultats

### Résultats à l'échelle du département
| Parti    | Parti                                          | Tête de liste                 | Résultats | Résultats | Sièges |  |
| Parti    | Parti                                          | Tête de liste                 | Voix      | %         |        |  |
| -------- | ---------------------------------------------- | ----------------------------- | --------- | --------- | ------ |  |
|          | Mouvement républicain populaire                | Charles Barangé               | 119 481   | 51,73     | 4 1    |  |
|          | Parti républicain de la liberté                | Jean de Geoffre de Chabrignac | 41 463    | 17,95     | 1 1    |  |
|          | Section française de l'Internationale ouvrière | Auguste Allonneau             | 36 691    | 15,89     | 1      |  |
|          | Parti communiste français                      | Georges Morand                | 33 328    | 14,43     | 1      |  |
|          |                                                |                               |           |           |        |  |
| Inscrits | Inscrits                                       | Inscrits                      | 310 946   | 100,00    | 6      |  |
| Votants  | Votants                                        | Votants                       | 236 877   | 76,18     |        |  |
| Exprimés | Exprimés                                       | Exprimés                      | 230 963   | 97,50     |        |  |